# Dahenfeld

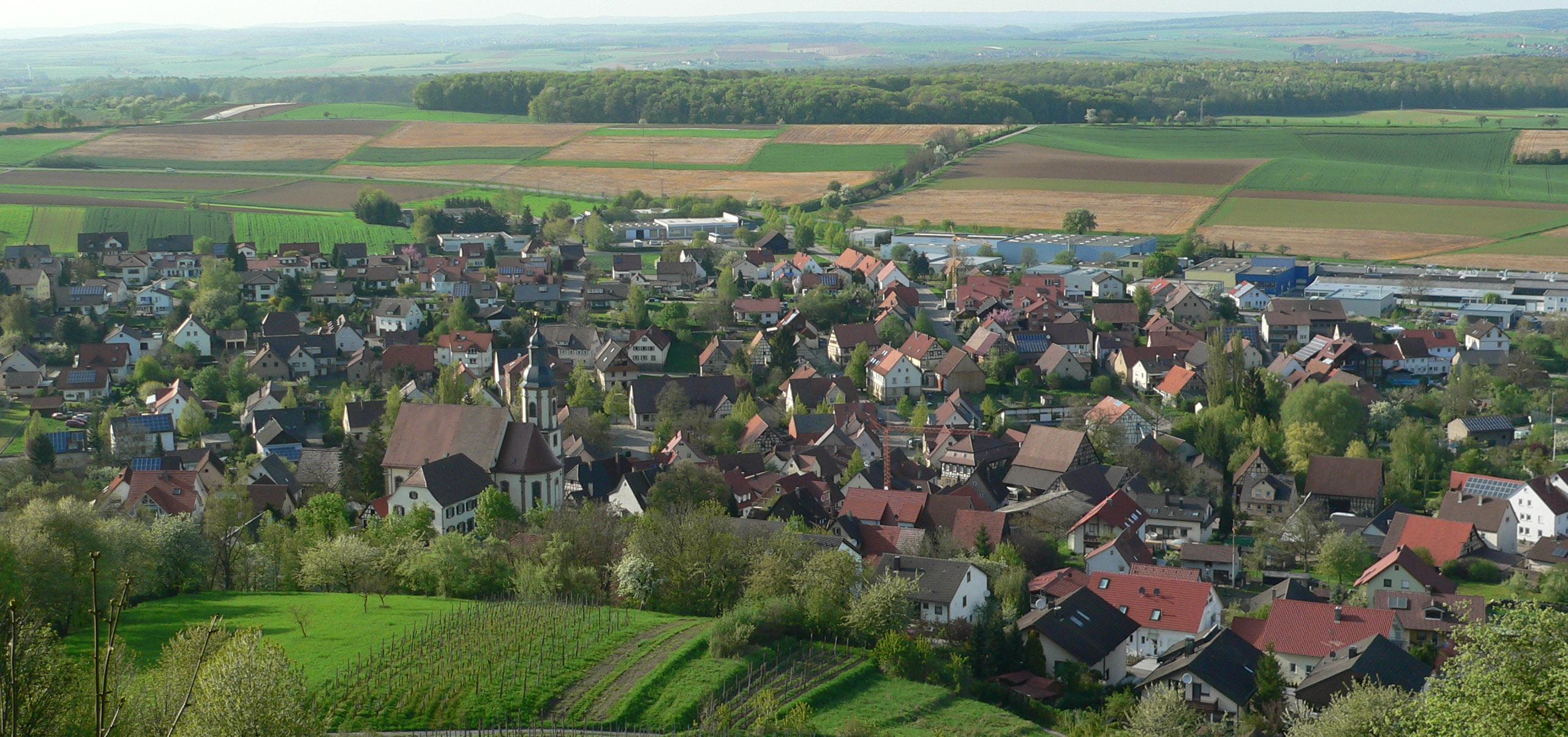
Blick über Dahenfeld vom Hüttberg aus gesehen

Dahenfeld ist ein Teilort der Stadt Neckarsulm (Landkreis Heilbronn, Baden-Württemberg). Die ehemalige Gemeinde wurde am 1. Mai 1971 als Ortschaft in die Stadt Neckarsulm eingemeindet. Sie hat 1.371 Einwohner (Stand: 31. Dezember 2008) und eine Fläche von 5,11 km² (Stand: 1996, Statistisches Landesamt). Dahenfeld hat wie Neckarsulm die Postleitzahl 74172 und die Telefonvorwahl 07139 wie Neuenstadt am Kocher.

## Geographische Lage
Dahenfeld liegt am Nordfuß der bewaldeten Sulmer Bergebene an der Landstraße 1095, die von Neckarsulm im Westen jeweils direkt vorbei an Amorbach und Dahenfeld nach Neuenstadt am Kocher im Nordosten führt. Durchflossen wird es vom Brunnenwiesenbach, dem linken Oberlauf des Brettach-Zuflusses Dahenbach. Südwärts über die Waldberge, die sich südöstlich des Ortes mit der Bergebene (338,8 m ü. NHN) am höchsten erheben, führt vom auf 212 m ü. NHN stehenden Dorf keine öffentliche Straße.

## Geschichte

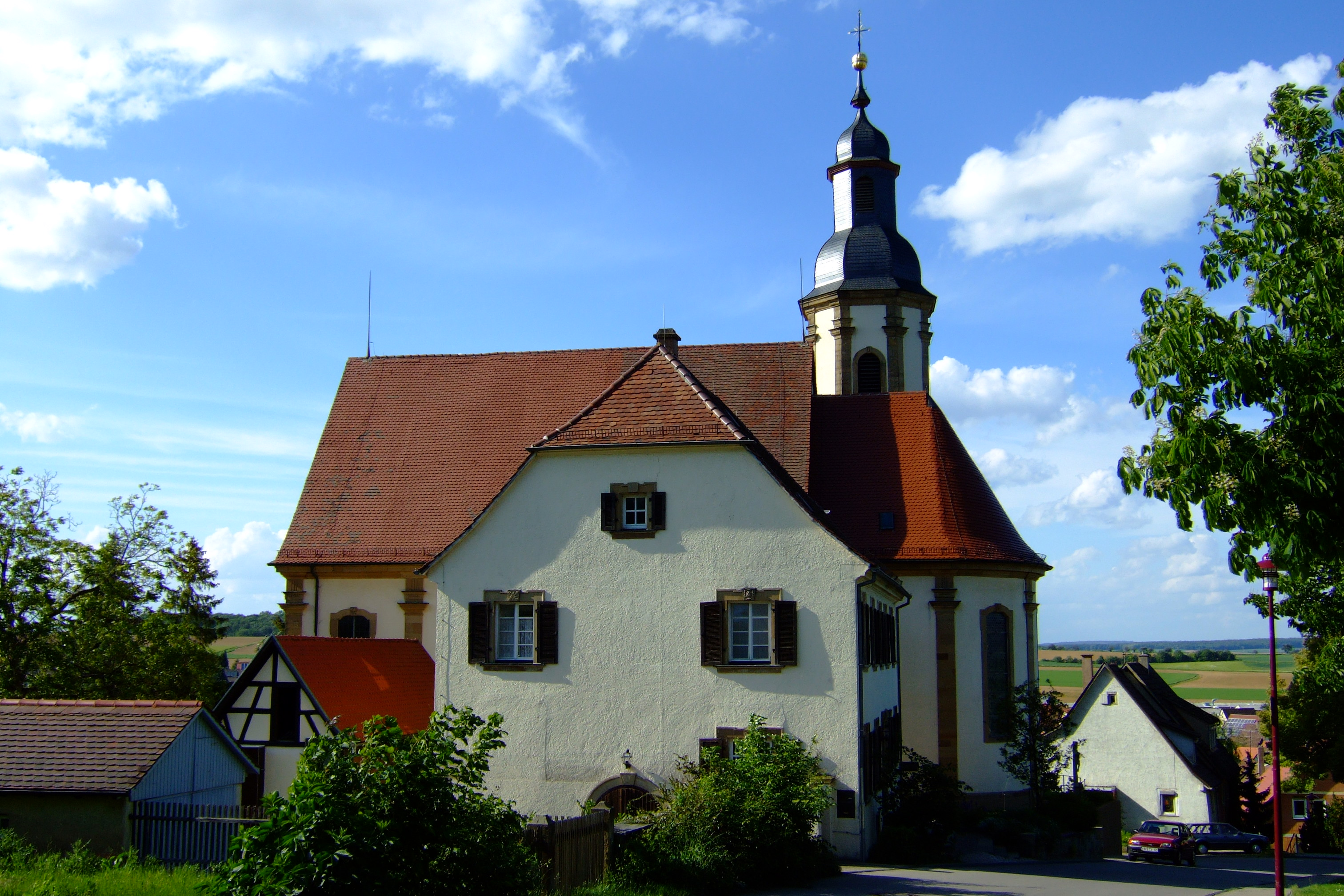
Katholische Kirche „St. Remigius“ (1748) mit Pfarrhaus (1760)

Dahenfeld wurde im Jahr 1177 erstmals urkundlich erwähnt. Papst Alexander III. nahm in diesem Jahr das Kloster Schöntal in seinen Schutz. Im klösterlichen Besitz wurde dabei das „terram in Tahenvelt“ aufgeführt.
Im 14. Jahrhundert hatten die Herren von Weinsberg Herrschaftsrecht über Dahenfeld, und etwa 1363 erwarb auch Erzbischof Gerlach von Mainz (Erzstift Mainz) Rechte am Dorf. Gegen Ende des 15. Jahrhunderts sind die herrschaftlichen Rechte von Kurmainz an den Deutschen Orden übergegangen.
Während des Dreißigjährigen Krieges 1618 bis 1648 hatte auch Dahenfeld mehrfach unter Brandschatzungen und Plünderungen zu leiden. Von April 1635 bis zum Frühjahr 1636 wütete zudem eine Pestepidemie im Dorf, der sicher über 100 Menschen zum Opfer fielen.
Am 10. August 1735, am Laurentiustag, soll in der Dahenfelder Kirche die Jesusfigur am Kruzifix aus Händen, Füßen und aus der dornengekrönten Stirn geblutet haben. Daraufhin setzte eine Wallfahrt zu dieser Kirche ein, und es wurde von wundersamen Heilungen und Gebetserhörungen berichtet. Da die alte Kirche baufällig und für diesen Ansturm der Pilger – an manchen Tagen kamen über tausend – viel zu klein war, wurde von 1738 bis 1748 eine neue, größere Kirche, die „St. Remigius“-Kirche, gebaut. Baumeister war Franz Häffele, der auch den Kirchturm und das Rathaus in Neckarsulm gebaut hat. Einige Jahre später wurden auch das Rathaus (1759) und das Pfarrhaus (1760) neu errichtet, letzteres ebenfalls von Franz Häffele als Baumeister.
Im Jahre 1805 kam Dahenfeld zum Königreich Württemberg und 1807 zum neu errichteten Oberamt Neckarsulm, welches bis 1938 existierte.
Ende des 19. Jahrhunderts hatte Dahenfeld knapp 600 Einwohner, die hauptsächlich Feldbau, Viehzucht, Obstbau und etwas Weinbau betrieben. Am 1. Mai 1971 wurde das bis dahin selbständige Dahenfeld nach Abstimmung und mehrheitlicher Zustimmung unter der Bevölkerung nach Neckarsulm eingemeindet.
Der größte Teil der Bevölkerung arbeitet in der Industrie, insbesondere bei Audi und KSPG in Neckarsulm. Dahenfeld hat zwar ein Gewerbegebiet, aber die Zahl der Arbeitsplätze dort hat seit den 1980er Jahren abgenommen. Obwohl im Ort vieles modernisiert wurde und eine enge Anbindung an Neckarsulm besteht, ist der dörfliche Charakter weitgehend erhalten geblieben.
Quelle:

### Einwohnerentwicklung
| Jahr | Einwohner |
| ---- | --------- |
| 1604 | 385       |
| 1650 | 133       |
| 1710 | 237       |
| 1807 | 377       |
| 1824 | 417       |
| 1852 | 502       |
| 1875 | 530       |
| 1900 | 597       |
| 1910 | 619       |
| 1925 | 584       |

| Jahr | Einwohner |
| ---- | --------- |
| 1933 | 592       |
| 1939 | 600       |
| 1945 | 656       |
| 1950 | 676       |
| 1961 | 639       |
| 1970 | 874       |
| 1980 | 1085      |
| 1985 | 1115      |
| 1990 | 1182      |
| 1995 | 1305      |

| Jahr              | Einwohner |
| ----------------- | --------- |
| 2000              | 1388      |
| 31. März 2002     | 1370      |
| 31. Dezember 2005 | 1373      |
| 31. Dezember 2006 | 1388      |
| 31. Dezember 2007 | 1386      |
| 31. Dezember 2008 | 1371      |
| 31. Dezember 2009 | 1358      |
| 31. Dezember 2010 | 1368      |
| 31. Dezember 2011 | 1338      |
| 31. Dezember 2012 | 1367      |

Quelle: 
und 

## Politik

### Ortschaftsrat
Die Wahl des Ortschaftsrat vom 7. Juni 2009 mit einer Wahlbeteiligung von 66,6 % erbrachte folgendes Ergebnis:
| Partei | Anteil | ±    | Sitze | ± |
| ------ | ------ | ---- | ----- | - |
| NLD1   | 53,2 % | +4,0 | 4     | = |
| DWV2   | 46,8 % | −4,0 | 4     | = |
| Gesamt | 100 %  |      | 8     |   |

1 Neue Liste Dahenfeld

2 Dahenfelder Wählervereinigung

### Bürgermeister und Ortsvorsteher

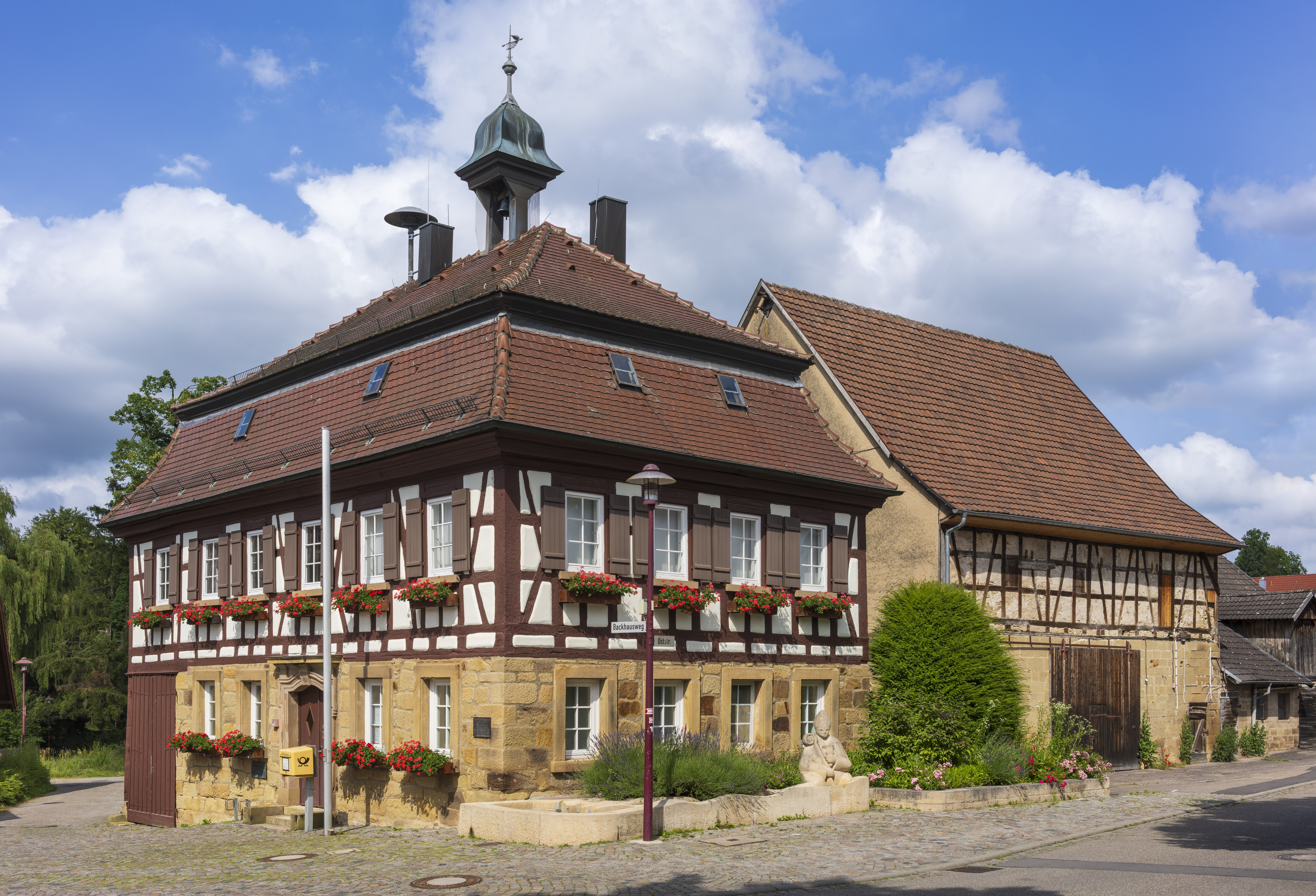
Rathaus (1759) mit „St. Remigius“-Brunnen (1990)

Schultheißen, Bürgermeister und Ortsvorsteher (ab 1971)

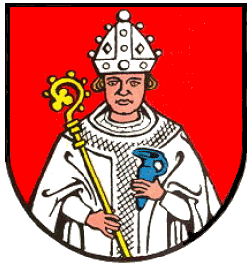
Wappen Dahenfelds

| - 1747–1781: Johann Martin Kühner - 1781–1803: Kilian Körner - 1803–1812: Thomas Bauer - 1812–1814: Barnabas Baumgart - 1814–1819: Mathias Lohmann - 1819–1823: Thomas Kühner - 1823–1839: Peter Andreas Jesser - 1839–1849: Thomas Anton Bauer - 1849–1884: Franz Xaver Körner | - 1884–1924: Augustin Volz - 1924–1933: Konstantin Bauer - 1934–1945: Otto Lang - 1945–1946: Johannes Bauer - 1946–1948: Hermann Stopper - 1948–1957: Heinrich Lohmann - 1958–1978: Eugen Kühner - 1978–2004: Hugo Keicher - 2004–2019: Johann Habla - 2019–heute: Stefan Erlewein |

Quelle: 

### Wappen
Das Dahenfelder Wappen zeigt bereits seit dem 19. Jahrhundert den Ortspatron, den heiligen Remigius. Die Blasonierung lautet: In Rot ein wachsender, silbern gekleideter Bischof mit silberner Mitra, in der Rechten einen goldenen Bischofsstab, in der Linken ein blaues Salbgefäß haltend.

## Kultur und Sehenswürdigkeiten

### Bauwerke

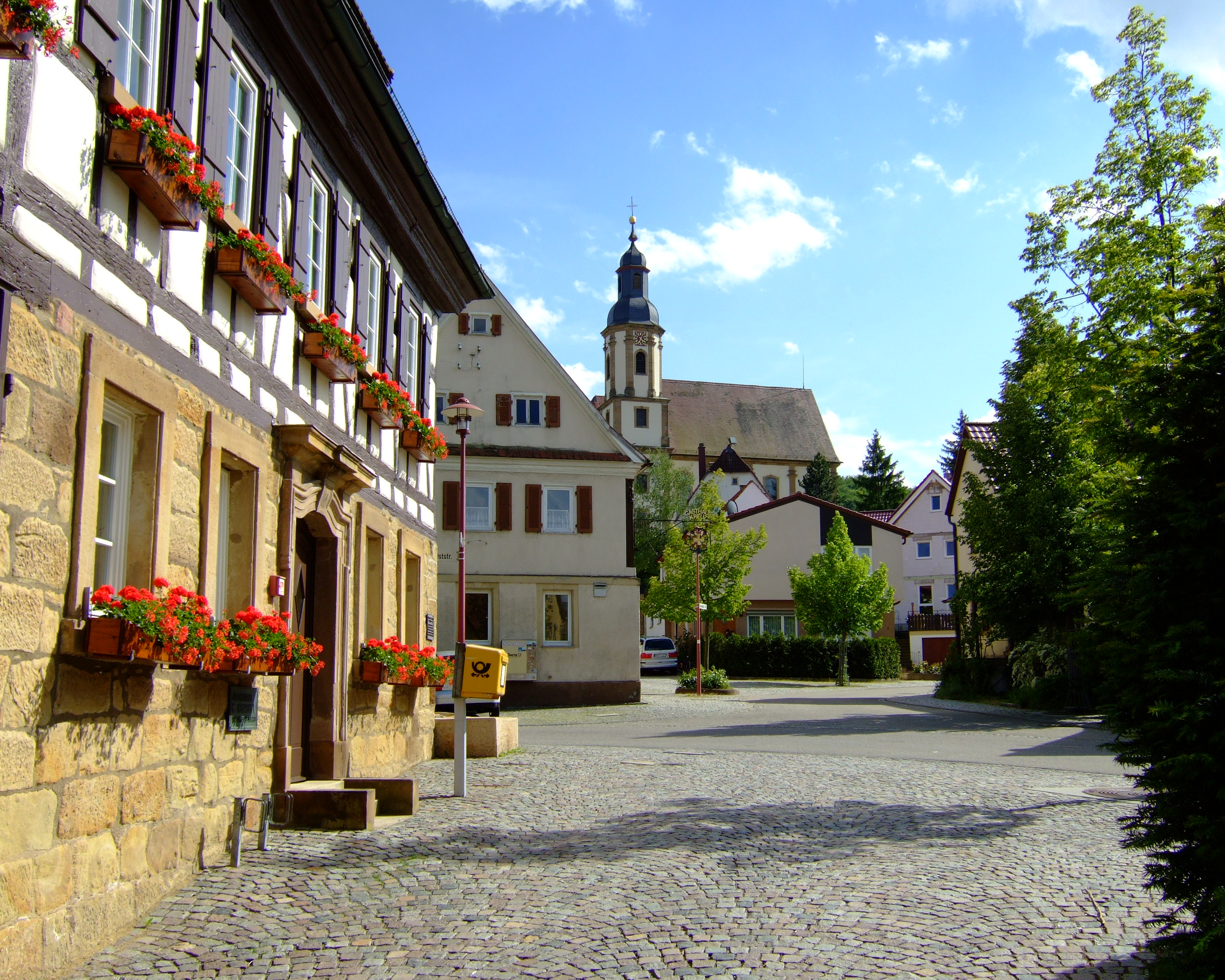
Blick vom Rathaus zur Kirche „St. Remigius“

Sehenswert ist zuerst die katholische Kirche St. Remigius, die ab 1738 von Franz Häffele gebaut, 1748 eingeweiht und im 20. Jahrhundert mehrfach renoviert wurde und die eine reich verzierte, barocke Innenausstattung besitzt. An den mildtätigen Förderer der Kirche, den Deutschordens-Komtur Johann Christoph Freiherr von Buseck (1687–1759), erinnert noch heute sein Wappen mit Inschrift (von 1745) oberhalb der Empore. Sehenswert sind auch die 14 Kreuzwegstationen – farbige Reliefs aus Zinkguss – auf dem Friedhof neben der Kirche, die 1886 eingeweiht wurden.
Historisch ebenso bedeutend ist das alte Rathaus, welches von 1758 bis 1759 neu erbaut wurde. Neben dem Rathaus befindet sich der Remigiusbrunnen von 1990.
Unweit des Rathauses befindet sich das Backhaus von Dahenfeld. Dieses wurde aufgrund einer königlichen Generalverordnung in den Jahren 1837 und 1838 errichtet und 1999 durch die Stadt Neckarsulm originalgetreu restauriert. Traditionell wurde die Backreihenfolge und die Frage, in welchem der beiden Öfen gebacken wurde, mittels „Backelose“ mit speziellen Würfeln bis in die jüngere Vergangenheit ermittelt. Auch heute (2006) backen noch etwa 10 bis 14 Familien ihr Brot im Backhaus.
Außerdem sehenswert sind die alten Fachwerkhäuser. Zu den ältesten noch erhaltenen Wohngebäuden zählen das 1602 erbaute Haus Eberstädter Straße 8 und das Fachwerkhaus in der Kreuzstraße 23 von 1747. Das historisch wertvolle Haus Kreuzstraße 23 wurde im Mai 2009 von einer Spezialfirma zerlegt und im Hohenloher Freilandmuseum Wackershofen wieder aufgebaut. Ältestes Wohnhaus dürfte das Gebäude Eberstädter Straße 11 sein, das im Jahr 1518/19 errichtet worden sein soll. Erwähnenswert ist noch die alte Kelter aus dem Jahre 1671 in der Nähe der St. Remigius-Kirche, die heute als Festsaal zum Beispiel beim Dahenfelder Dorffest dient.
Quelle: 

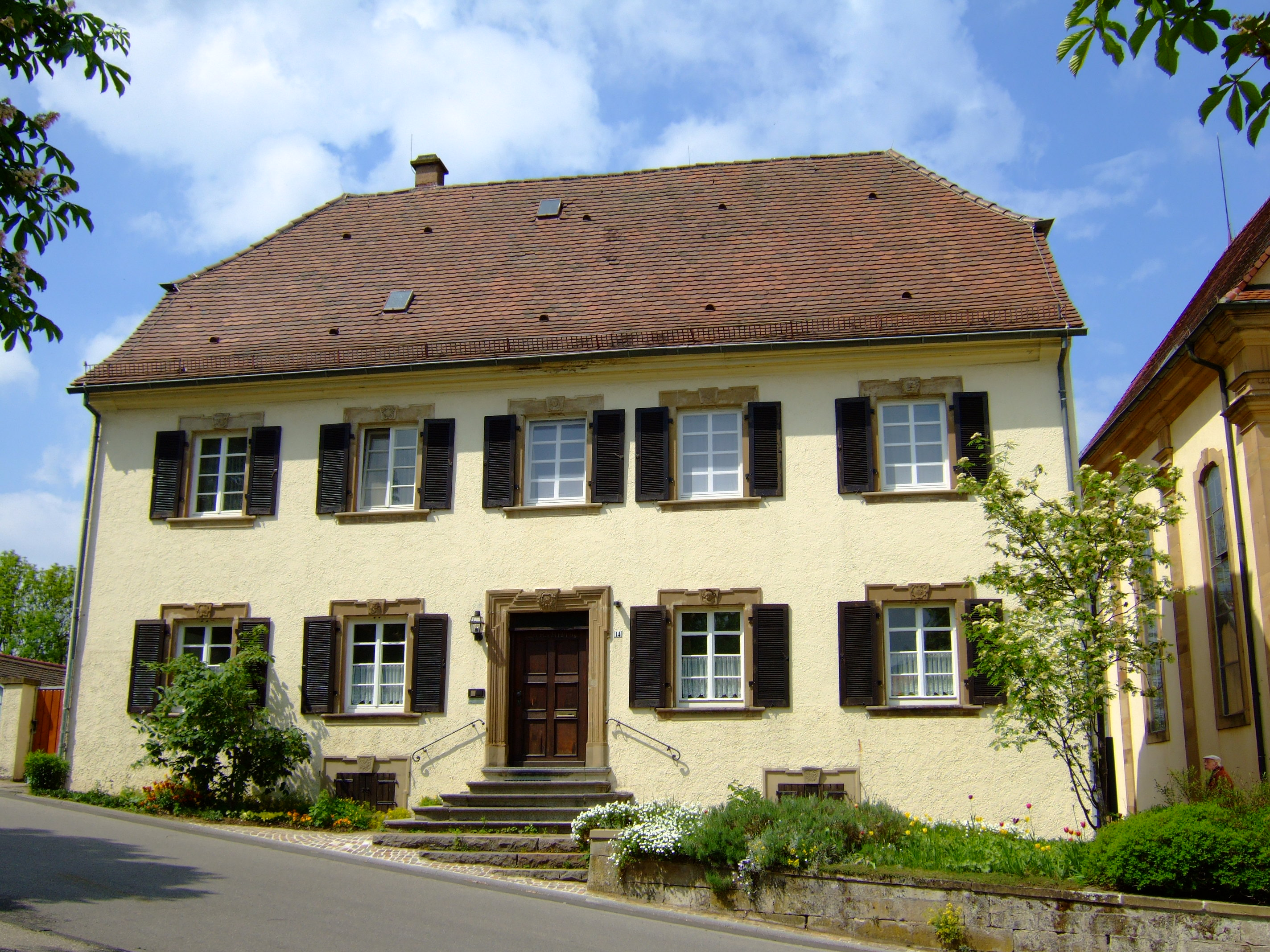
Pfarrhaus von „St. Remigius“
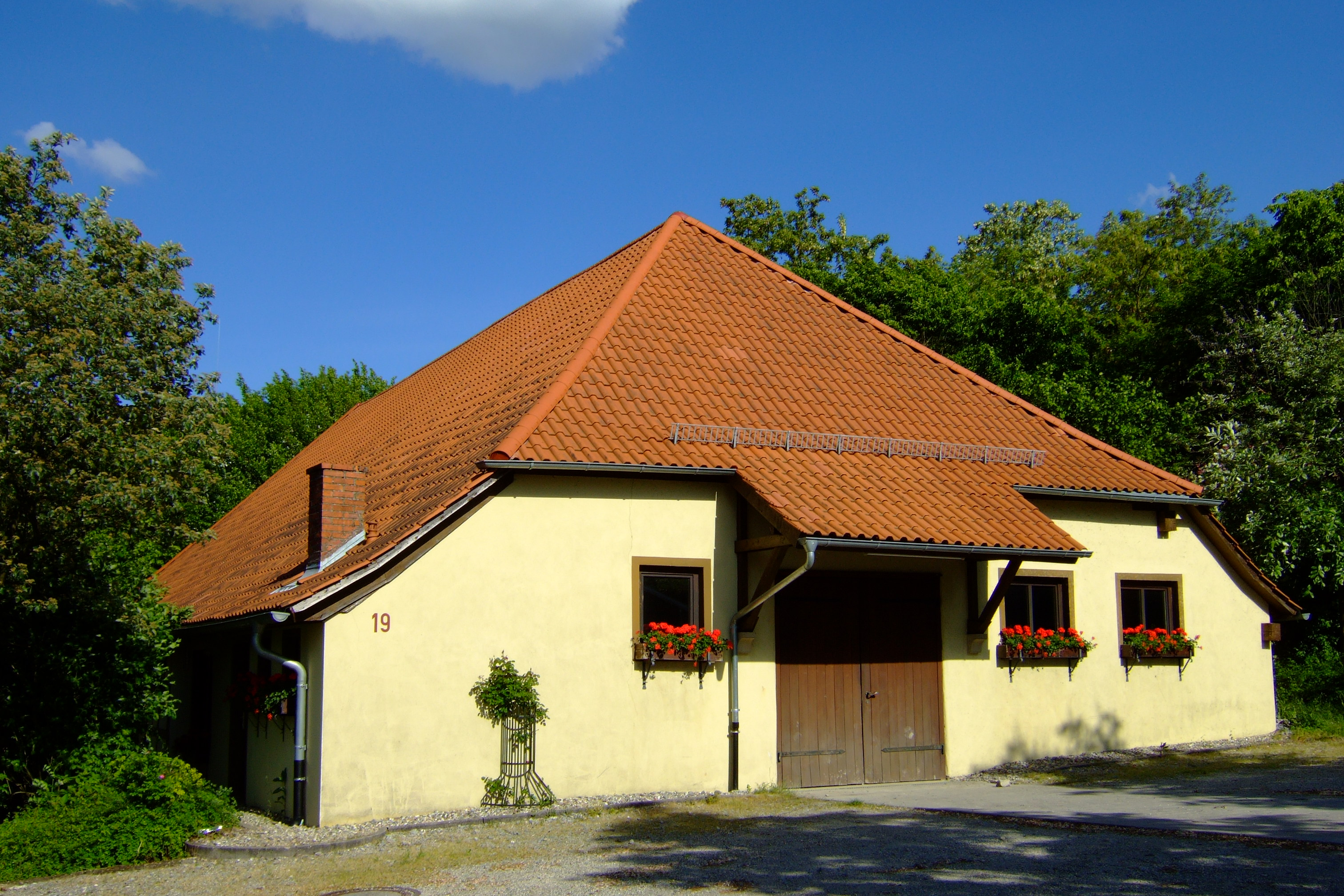
Alte Kelter (1671)
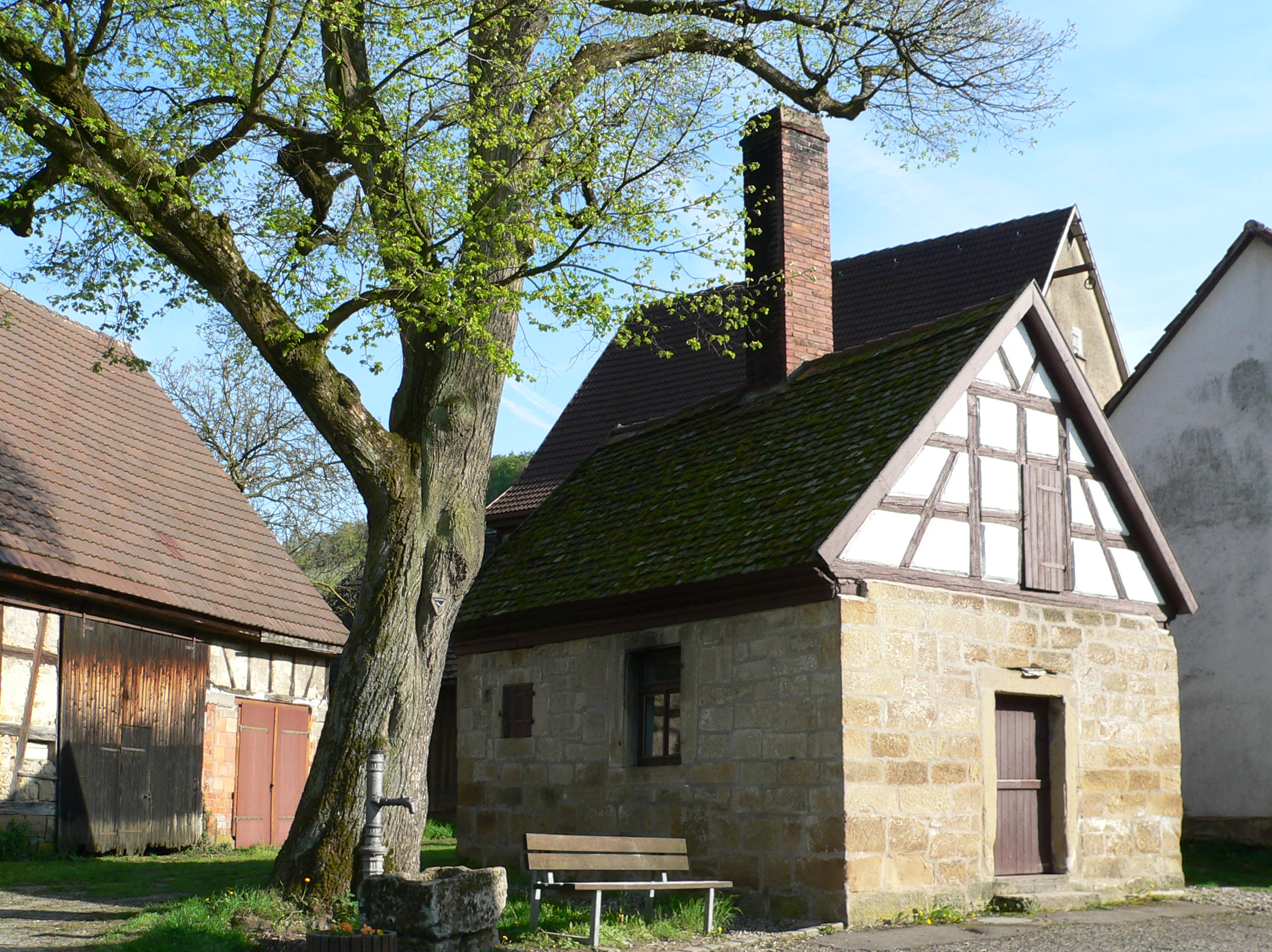
Backhaus (1837/1838)
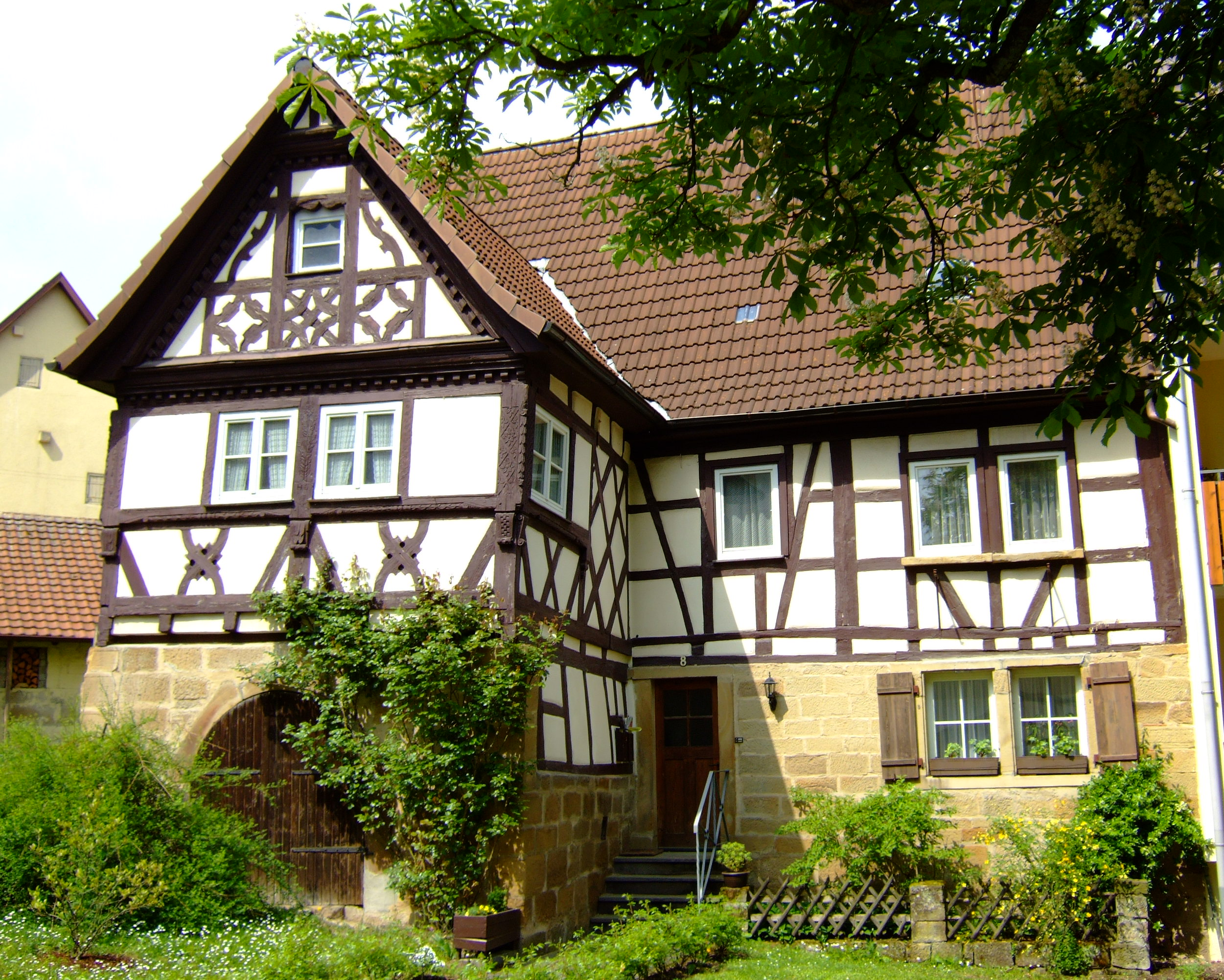
Altes Wohnhaus (1602), Eberstädter Str. 8

### Vereine und Verbände
Außerdem gibt es im Ort ein reges Vereinsleben: der Sportverein (Fußball, Turnen, Tischtennis, Radsport), der Musik- und Gesangverein, der Tennisclub, der Motorradclub „MC Extraprall“, der Kirchenchor, die Freiwillige Feuerwehr, die Katholische junge Gemeinde und vieles anderes mehr. Im Gemeinde- und Vereinshaus in der Erlenbacher Straße gibt es die Zelle 803 – Jugendhaus Dahenfeld.

## Wirtschaft und Infrastruktur

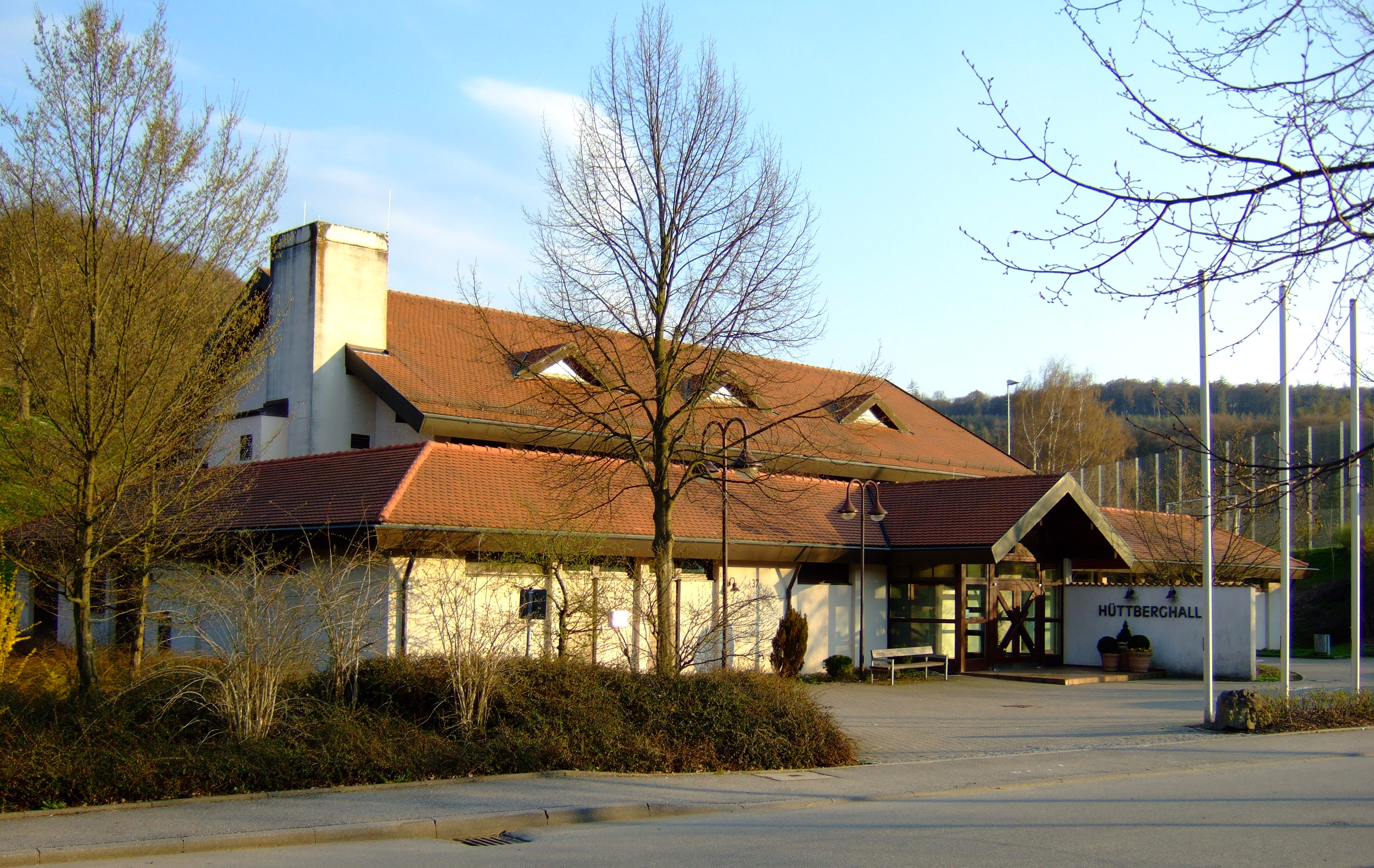
Mehrzweckhalle „Hüttberghalle“ (gebaut 1986/1987)

Der Ort hat unter anderem einen Kindergarten (benannt nach Pfarrer Abele (1903–1982)), eine Grundschule, eine Verwaltungsstelle, die Mehrzweckhalle „Hüttberghalle“, Sportanlagen wie Tennisplatz und Sportplatz, Lebensmittelgeschäft, technische Bankfiliale und zwei Gaststätten. Die Hüttberghalle stellt den kulturellen Mittelpunkt des Dorfes dar. Sie wurde im Juni 1987 eingeweiht und bietet rund 850 Quadratmeter Gesamtnutzfläche für Festveranstaltungen und Sporttraining. Hier finden traditionell der Dahenfelder Fasching, die Winterfeier des Musik- und Gesangvereins, Konzertveranstaltungen wie zum Beispiel Chorabende und Rockkonzerte und weitere Festveranstaltungen der Dorfgemeinschaft statt. Bei solchen Anlässen ist die etwa 430 Personen fassende Halle regelmäßig ausverkauft.